# Symmachia miron
Symmachia miron is een vlindersoort uit de familie van de prachtvlinders (Riodinidae), onderfamilie Riodininae.
Symmachia miron werd in 1898 beschreven door Grose-Smith.